# Artesische Quelle

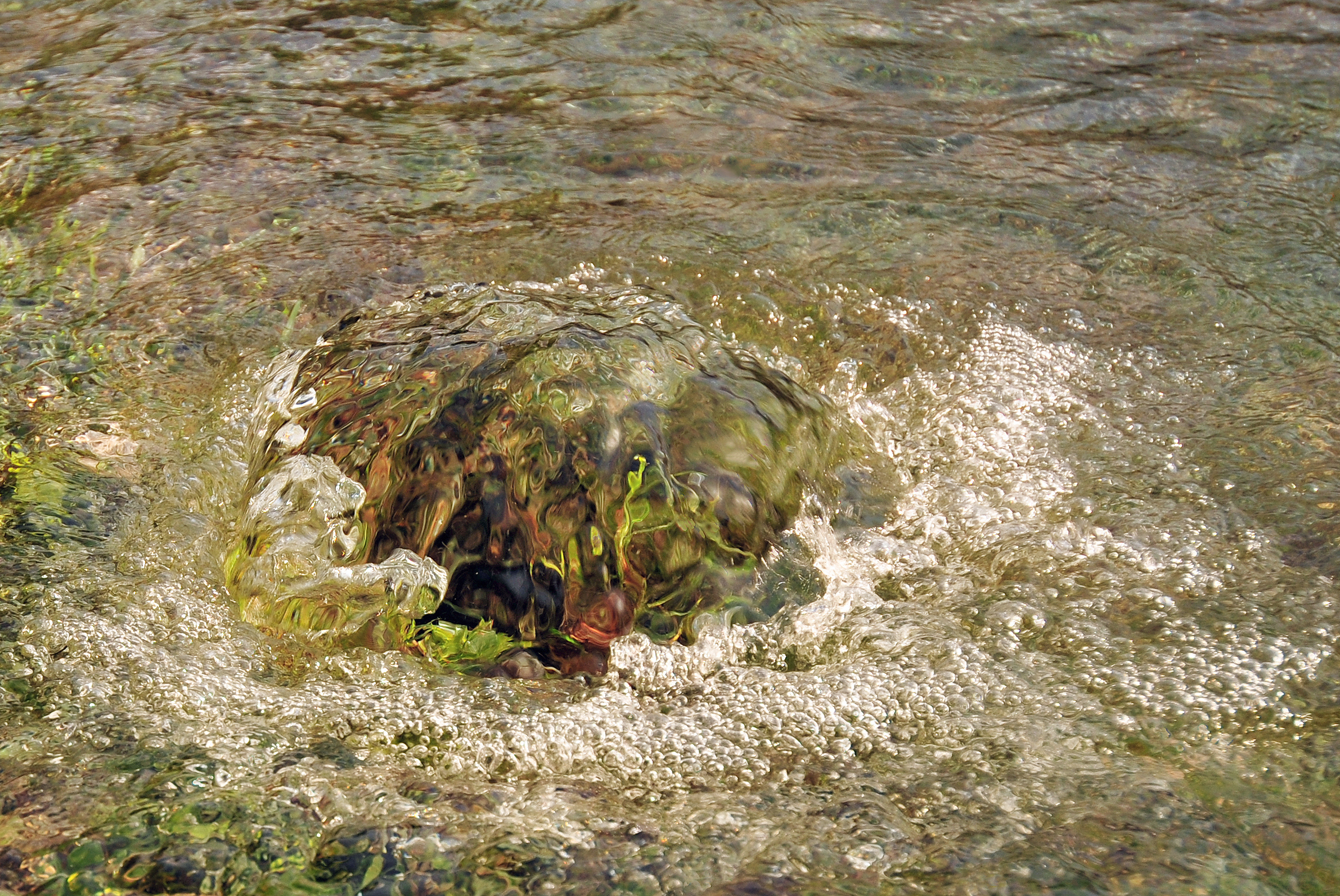
Artesische Quelle am Rand des Sees Lago di Fusine superiore, Valromana, Italien

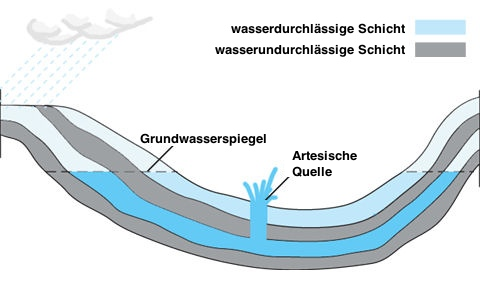
Schematische Darstellung einer artesischen Quelle

Eine artesische Quelle ist ein natürlicher Austritt aus einem artesischen (gespannten) Grundwasserleiter. Zu einer solchen Erscheinung kommt es, wenn Grundwasser in einer Senke zwischen zwei Grundwassernichtleitern eingestaut wird. Wenn das Druckniveau des Grundwassers größer als der Abstand zur Erdoberfläche wird, kann es als artesische Quelle zutage treten.
Artesische Quellen treten u. a. als Verwerfungsquellen auf.
Künstlich angebohrte artesische Grundwasserlagen bezeichnet man als artesische Brunnen. Geysire sind keine artesischen Quellen, da hier der Druck nicht durch stehendes Wasser, sondern durch die Volumenänderung beim Erhitzen des Grundwassers entsteht (hydrothermales Druckwasser).

## Lokale Vorkommen
Artesische Quellen im Gebiet der kalksteinhaltigen Ränder des Thüringer Waldes und des Harzes werden dort häufig als Spring bezeichnet. Beispiele sind der Mühlberger Spring und der Kainspring bei Oberdorla.